# Municipio de Riverview (Dakota del Norte)
El municipio de Riverview (en inglés, Riverview Township) es una subdivisión territorial del condado de McKenzie, Dakota del Norte, Estados Unidos. Según el censo de 2020, tiene una población de 7 habitantes.
Abarca una zona prácticamente despoblada y es una subdivisión exclusivamente territorial.

## Geografía
Está ubicado en las coordenadas 48°2′7″N 102°40′50″O / 48.03528, -102.68056 (48.035284, -102.680557). Según la Oficina del Censo de los Estados Unidos, tiene una superficie total de 158,66 km², de la cual 113,59 km² corresponden a tierra firme y 45,07 km² es agua.

## Demografía
Según el censo de 2020, hay 7 personas residiendo en la zona. La densidad de población es de 0,06 hab./km². La totalidad de la población son blancos. No hay hispanos o latinos viviendo en el área.